# Bernard Felten
Bernard Felten (ur. 17 czerwca 1965) – luksemburski lekkoatleta.
Wielokrotny medalista igrzysk małych państw Europy. W 1985 wywalczył srebro w sztafecie 4 × 100 m oraz brąz w skoku w dal, w 1987 zdobył brązowy medal w sztafecie 4 × 100 m, w 1991 został srebrnym medalistą w sztafecie 4 × 100 m i skoku w dal, w 1993 wywalczył srebro w skoku w dal, w 1995 zdobył złoty medal w skoku w dal oraz srebrny w skoku o tyczce i sztafecie 4 × 100 m, w 1997 został srebrnym medalistą w sztafecie 4 × 100 m i skoku o tyczce oraz brązowym w skoku w dal, natomiast w 1999 wywalczył srebro w sztafecie 4 × 100 m i brąz w skoku w dal.
Mistrz Luksemburga w skoku o tyczce z lat 1982, 1983, 1988, 1990 i 1993-1996, skoku w dal z lat 1986, 1988, 1991 i 1993-1999 oraz trójskoku z lat 1985, 1989, 1996 i 1998.
Rekordy życiowe:
- skok o tyczce – 5,12 m (Emmelshausen, 6 września 1995)
- skok w dal – 7,57 m (Jambes, 21 czerwca 1998), rekord Luksemburga[4]
- siedmiobój (hala) – 5382 pkt (Ludwigshafen, 3 marca 1996), rekord Luksemburga[5]